# پنسیکلوویر
پنسیکلوویر (انگلیسی: Penciclovir) یک داروی ضد ویروس آنالوگ گوانوزین است که برای درمان عفونت‌های گوناگون هرپس ویروس استفاده می‌شود. این یک آنالوگ نوکلئوزیدی است که سمیت کم و گزینش پذیری خوبی از خود نشان می‌دهد. از آنجایی که پنسیکلوویر در صورت تجویز خوراکی (از طریق خوراکی) ضعیف جذب می‌شود، اغلب به عنوان یک درمان موضعی استفاده می‌شود. این ماده فعال در داروهای تبخال Denavir (NDC 0135-0315-52)، Vectavir و Fenivir است. فام‌سیکلوویر یک پیش‌داروی پنسیکلوویر با فراهمی زیستی خوراکی بهبود یافته‌است.
پنسیکلوویر برای استفاده پزشکی در سال ۱۹۹۶ تأیید شد.

## کاربرد پزشکی
این دارو در درمان هرپس لبیالیس (تبخال)، مدت زمان بهبودی، درد و ویروس قابل تشخیص تا یک روز در مقایسه با مدت زمان کلی ۲ تا ۳ هفته از تظاهرات بیماری کاهش می‌یابد.

## مکانیسم عمل
پنسیکلوویر در شکل اولیه خود غیرفعال است. در درون یک سلول آلوده به ویروس، یک تیمیدین کیناز ویروسی یک گروه فسفات به مولکول پنسیکلوویر می‌افزاید. این مرحله محدود کننده سرعت در فعال‌سازی پنسیکلوویر است. سپس کینازهای سلولی (انسانی) دو گروه فسفات دیگر می‌افزایند و پنسیکلوویر تری فسفات فعال را می‌سازند. این شکل فعال شده DNA پلیمراز ویروسی را مهار می‌کند، بنابراین توانایی ویروس برای تکثیر در سلول را مختل می‌کند.
انتخابی بودن پنسیکلوویر ممکن است به دو عامل نسبت داده شود. نخست، تیمیدین کینازهای سلولی فرم والد را با سرعت قابل توجهی کمتر از تیمیدین کیناز ویروسی فسفریله می‌کنند، بنابراین تری فسفات فعال در غلظت‌های بسیار بالاتری در سلول‌های آلوده به ویروس نسبت به سلول‌های غیر آلوده وجود دارد. دوم، داروی فعال شده به DNA پلیمراز ویروسی با میل ترکیبی بسیار بالاتری نسبت به DNA پلیمرازهای انسانی متصل می‌شود. در نتیجه، پنسیکلوویر سمیت سلولی ناچیزی را برای سلول‌های سالم نشان می‌دهد.
ساختار و نحوه عملکرد پنسیکلوویر بسیار شبیه به سایر آنالوگ‌های نوکلئوزیدی است، مانند آسیکلوویر که بیشتر مورد استفاده قرار می‌گیرد. تفاوت بین آسیکلوویر و پنسیکلوویر در این است که شکل تری فسفات فعال پنسیکلوویر برای مدت طولانی‌تری نسبت به شکل فعال شده آسیکلوویر در سلول باقی می‌ماند، بنابراین غلظت درون سلول پنسیکلوویر با توجه به دوزهای سلولی معادل بالاتر خواهد بود.